# Kasztelania elbląska
Kasztelania elbląska – kasztelania mieszcząca się niegdyś w województwie malborskim, z siedzibą (kasztelem) w Elblągu.

## Kasztelanowieelbląscy
| Monarcha                                                              | Wojewoda                                                                             | #  | Kasztelan                                  | Herb | Lata sprawowania urzędu                       | Lata życia                                |
| --------------------------------------------------------------------- | ------------------------------------------------------------------------------------ | -- | ------------------------------------------ | ---- | --------------------------------------------- | ----------------------------------------- |
| Kazimierz IV Jagiellończyk                                            | Ścibor Bażyński                                                                      | 1  | Fabian Legendorf-Mgowski Fabian von Maulen |      | 19 maja 1467 - 10/11 marca 1478               |                                           |
| Kazimierz IV Jagiellończyk                                            | Ścibor Bażyński                                                                      | 2  | Jan Bażyński Jan von Baysen                |      | 10/11 marca 1478 - 10 czerwca 1480            |                                           |
| Kazimierz IV Jagiellończyk/ Jan I Olbracht/ Aleksander Jagiellończyk  | Mikołaj Bażyński                                                                     | 3  | Maciej Raba z Waplewa                      |      | 23 stycznia 1485 - 19 lipca 1503              |                                           |
| Aleksander Jagiellończyk/ Zygmunt I Stary                             | Maciej Raba z Waplewa/ Jerzy Bażyński                                                | 4  | Jan Wulkowski                              |      | 19 lipca 1503 - 4 grudnia 1512                | zm. 20 grudnia 1515 (?)                   |
| Zygmunt I Stary                                                       | Jerzy Bażyński                                                                       | 5  | Ludwik Mortęski Ludwik von Mortangen       |      | 4 marca 1516 - 3 kwietnia 1539                | zm. przed 20 czerwca 1539                 |
| Zygmunt I Stary                                                       | Jerzy Bażyński                                                                       | 6  | Jan Sokołowski                             |      | 20 czerwca 1539 - 16 stycznia 1544            | zm. przed 10 września 1546                |
| Zygmunt I Stary                                                       | Jerzy Bażyński                                                                       | 7  | Stanisław Kostka                           |      | 16 stycznia 1544 - ok. 21 maja 1545           | 1487, Sztemberk – 7 grudnia 1555, Malbork |
| Zygmunt I Stary                                                       | Jerzy Bażyński/ Achacy Czema                                                         | 8  | Jan Działyński                             |      | 6 lipca 1545 - 1546                           | zm. przed 8 maja/na początku 1583         |
| Zygmunt I Stary/ Zygmunt II August                                    | Achacy Czema                                                                         | 9  | Jan Bażyński Jan von Baysen                |      | 1456/22 marca 1547 - 1 listopada 1548         | zm. przed 1 grudnia 1548                  |
| Zygmunt II August                                                     | Achacy Czema                                                                         | 10 | Jerzy Konopacki                            |      | 8 stycznia 1549 - ok. 2 maja 1551             | zm. 27 maja 1566                          |
| Zygmunt II August                                                     | Achacy Czema/ Fabian Czema                                                           | 11 | Rafał Konopacki                            |      | 1551/listopad 1551 - 7 września 1566/1569     |                                           |
| Zygmunt II August/ Henryk III Walezy/ Stefan Batory/ Zygmunt III Waza | Fabian Czema/ Fabian Czema                                                           | 12 | Adam Mikołaj Walewski                      |      | 1569 - 1587                                   | zm. 1587                                  |
| Zygmunt III Waza                                                      | Fabian Czema/ Jerzy Kostka/ Stanisław Działyński                                     | 13 | Stanisław Działyński                       |      | 24 stycznia 1588 - 16 listopada 1611          | po 1547 - w grudniu 1617                  |
| Zygmunt III Waza                                                      | Stanisław Działyński                                                                 | 14 | Samuel Żaliński                            |      | 1611/11 stycznia 1612 - 29 kwietnia/maju 1613 | zm. 1629                                  |
| Zygmunt III Waza                                                      | Stanisław Działyński/ Jan Jakub Wejher                                               | 15 | Jan Jakub Wejher                           |      | maju/25 czerwca 1613 - koniec 1615            | 1580 - 14 stycznia 1626                   |
| Zygmunt III Waza                                                      | Jan Jakub Wejher/ Stanisław Konarski                                                 | 16 | Stanisław Niemojewski                      |      | ok. 16 listopada 1615 - 15 sierpnia 1619      | zm. przed 16 grudnia 1620                 |
| Zygmunt III Waza                                                      | Stanisław Konarski/ Samuel Żaliński                                                  | 17 | Melchior Wejher                            |      | 28 maja 1619 - 16 marca 1626                  | 1574 – 8 maja 1643                        |
| Zygmunt III Waza/ Władysław IV Waza                                   | Samuel Żaliński/ Samuel Konarski/ Mikołaj Wejher                                     | 18 | Jan Wiesiołowski                           |      | pocz. 1626 - jesień 1642                      | zm. jesienią 1642                         |
| Władysław IV Waza                                                     | Mikołaj Wejher/ Jakub Wejher                                                         | 19 | Jan Kos                                    |      | 16 stycznia 1643 - 27 marca 1648              | zm. 17 grudnia 1662, Brodnica             |
| Jan II Kazimierz Waza                                                 | Jakub Wejher                                                                         | 20 | Ludwik Wejher                              |      | czerwiec 1648 - grudzień 1648                 | zm. 18 lutego 1656, Malbork               |
| Jan II Kazimierz Waza                                                 | Jakub Wejher                                                                         | 21 | Jakub Oktawian Konopacki                   |      | grudzień 1648 - 13 czerwca 1665               | zm. 13 czerwca 1665                       |
| Jan III Sobieski                                                      | Jan Ignacy Bąkowski/ Jan Krzysztof Gniński/ Franciszek Jan Bieliński/ Ernest Denhoff | 22 | Jan Działyński                             |      | 15 grudnia 1678/1678 - zima 1692/1693         | zm. zimą 1692/1693                        |
| Jan III Sobieski                                                      | Ernest Denhoff/ Władysław Stanisław Łoś/ Jan Jerzy Przebendowski                     | 23 | Stanisław Kazimierz Niewieściński          |      | maju 1693 - 26 maja 1695                      | zm. 26 maja 1695                          |
| August II Mocny/ Stanisław Leszczyński/ August II Mocny               | Jan Jerzy Przebendowski/ Piotr Ernest Kczewski                                       | 24 | Jan Chryzostom Czapski                     |      | 28 stycznia 1698 - 18 maja 1716               | zm. 18 maja 1716                          |
| August II Mocny                                                       | Piotr Ernest Kczewski/ Piotr Jerzy Przebendowski                                     | 25 | Jakub Przebendowski                        |      | 12 grudnia 1716 - grudzień 1724               | zm. w grudniu 1724                        |
| August II Mocny/ Stanisław Leszczyński/ August III Sas                | Piotr Jerzy Przebendowski                                                            | 26 | Bartłomiej Bagniewski                      |      | 23 grudnia 1724 - czerwiec 1748               | zm. w czerwcu 1748                        |
| August III Sas                                                        | Piotr Jerzy Przebendowski/ Jakub Działyński                                          | 27 | Jakub Zboiński                             |      | 10 czerwca 1748 - 18 sierpnia 1755            | zm. 18 sierpnia 1755                      |
| August III Sas                                                        | Jakub Działyński/ Michał Augustyn Czapski                                            | 28 | Stanisław Skórzewski                       |      | 19 grudnia 1756 - 13 maja 1758                | zm. 27 lipca 1761                         |
| August III Sas/ Stanisław August Poniatowski                          | Michał Augustyn Czapski                                                              | 29 | Józef Czapski                              |      | 13 maja 1758 - 31 lipca 1765                  | zm. 31 lipca 1765                         |
| Stanisław August Poniatowski                                          | Michał Augustyn Czapski                                                              | 30 | Juliusz Dziewanowski                       |      | 10 sierpnia 1765 - 30 sierpnia 1766           | zm. 14 kwietnia 1772                      |
| Stanisław August Poniatowski                                          | Michał Augustyn Czapski                                                              | 31 | Jan Michał Grabowski                       |      | 30 sierpnia 1766 - 17 września 1770           | zm. 17 września 1770                      |
| Stanisław August Poniatowski                                          | Michał Augustyn Czapski                                                              | 32 | Konstanty Bniński                          |      | 21 października 1770 - 11 czerwca 1772        | zm. 30 października 1810                  |
| Stanisław August Poniatowski                                          | -                                                                                    | 33 | Jakub Przebendowski                        |      | 11 czerwca 1772 - 1772/1787                   | zm. 1787                                  |
| Stanisław August Poniatowski                                          | -                                                                                    | 34 | Walenty Gozimirski                         |      | 15 września 1787 - po 1796                    | zm. po 1796                               |